# Çerçi (Şabanözü)
Çerçi is een dorp in het Turkse district Şabanözü en telt 199 inwoners (2000).
Centrale districtsplaats (İlçe Merkezi): Şabanözü
Gemeenten (Beldeler): Gümerdiğin · Gürpınar
Dorpen (Köyler):
Bakırlı · Bulduk · Bulgurcu · Büyükyakalı · Çapar · Çaparkayı · Çerçi · Göldağı · Gündoğmuş · Kamışköy · Karahacı · Karakoçaş · Karamusa · Karaören · Kutluşar · Küçükyakalı · Martköy · Ödek · Özbek